# Caudipteryx
Caudipteryx ist eine Gattung gefiederter, theropoder Dinosaurier aus der Gruppe der Oviraptorosauria aus der Unterkreide Liaonings (Volksrepublik China). Von dieser Gattung sind zwei Arten bekannt: Caudipteryx zoui und Caudipteryx dongi. Es handelte sich um kleine, vogelähnliche Tiere, die einen fast unbezahnten Schnabel, Armschwingen und einen kurzen Schwanz aufwiesen, der in einem Fächer von Federn endete.

## Funde und Namensgebung
Caudipteryx wurde 1998 von Ji, Currie, Norell und Ji anhand von zwei Teilskeletten erstbeschrieben (Holotyp; Katalognummer NGMC 97-4-A und Paratyp; Katalognummer NGMC 97-9-A). Ein drittes Fossil (Katalognummer IVPP 1240) wurde 2000 von Zhou und Wang als Caudipteryx dongi erstbeschrieben. Caudipteryx zoui bedeutet so viel wie „Zous Schwanzfeder“, wobei das Artepitheth zoui den chinesischen Vizepremier Zou Jiahua ehrt, welcher die wissenschaftliche Arbeit in Liaoning unterstützt. Das Artepiteth der zweiten Art Caudipteryx dongi ehrt den chinesischen Dinosaurierexperten Zhiming Dong.
Die Funde stammen aus der Yixian-Formation, einer zur Jehol-Gruppe gehörenden Gesteinsformation, und werden in das späte Barremium bis frühe Aptium datiert.

## Merkmale

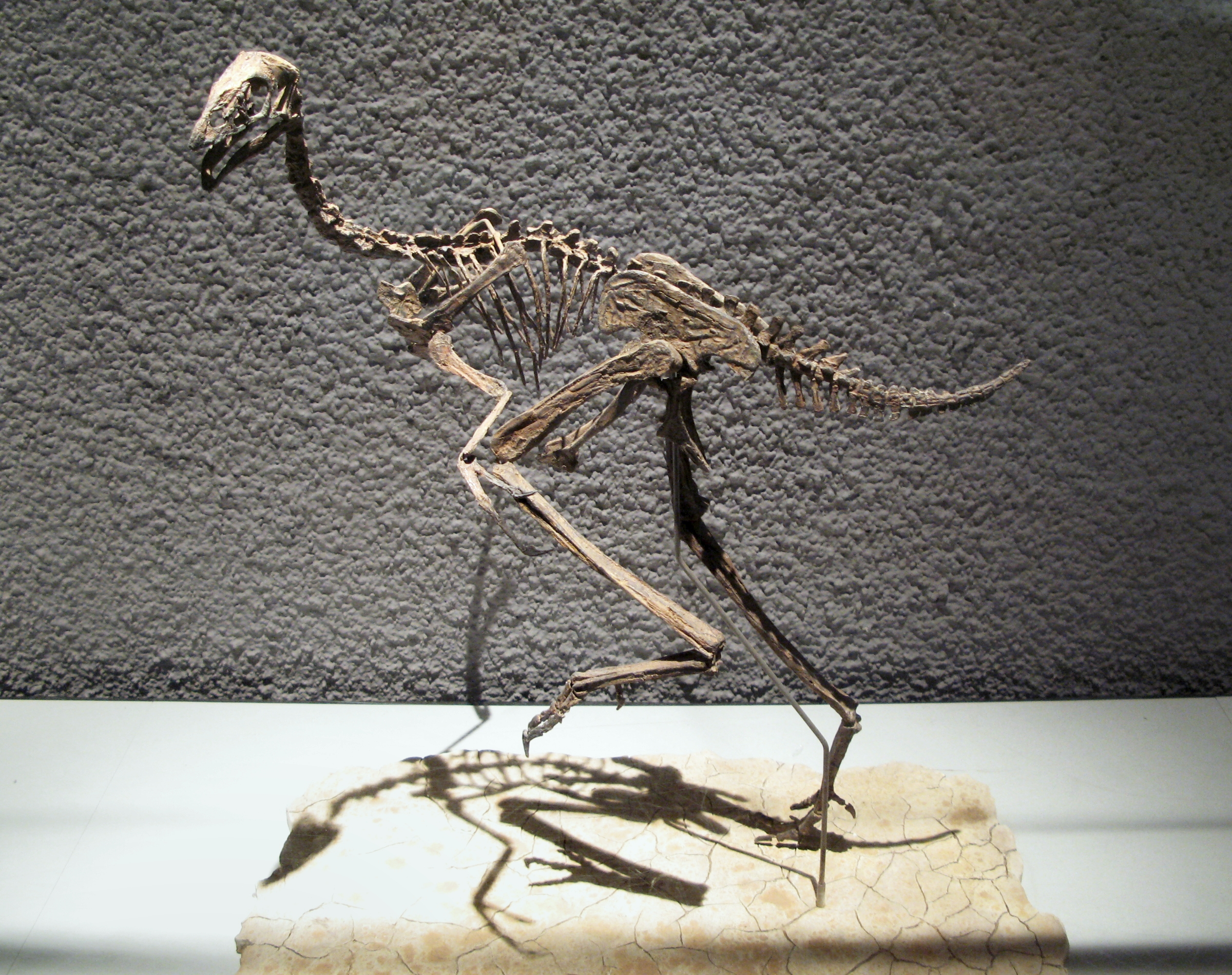
Skelettmontage eines Caudipteryx zoui im Museum am Löwentor, Stuttgart

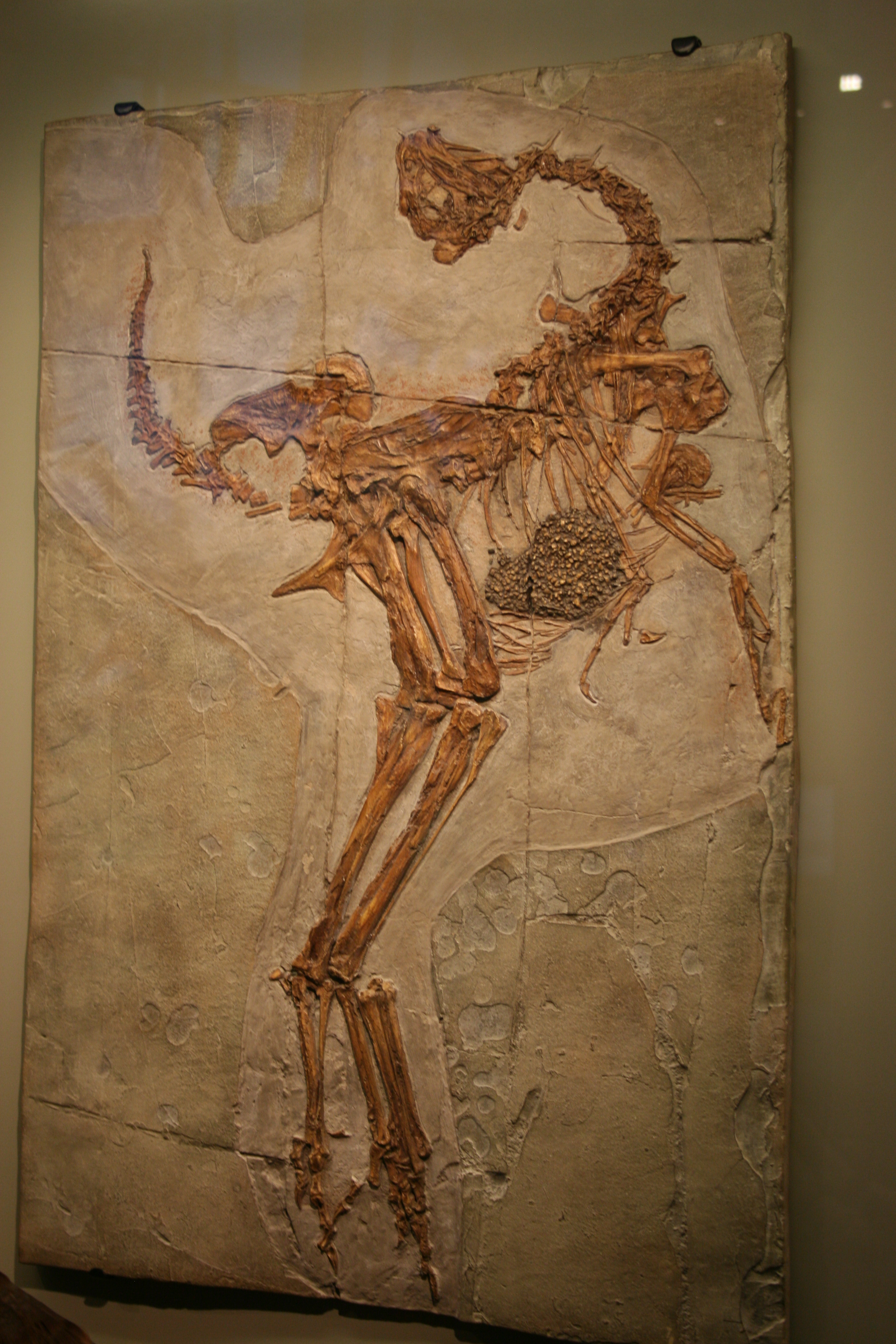
Caudipteryx zoui

Wie viele andere Maniraptoren zeigte Caudipteryx eine interessante Mischung aus reptilien- und vogelähnlichen Merkmalen. Der Schädel war kastenförmig und kürzer als der Oberschenkelknochen (Femur), da die Antorbitalregion des Schädels (vor den Augen) verkürzt war. Die elliptischen Nasenöffnungen waren größer als das Antorbitalfenster – ein Merkmal moderner Vögel. Die Kiefer waren zu einem Schnabel geformt, der lediglich vier Zähne an jedem Zwischenkieferbein (Prämaxillare) am vorderen Ende des Oberkiefers zeigte. Die Zahnkronen waren nadelartig, wobei die Zahnwurzeln fünf Mal breiter waren als der sichtbare Teil der Zähne.

Caudipteryx im Größenvergleich mit einem Menschen

Caudipteryx wies 12 Halswirbel, 9 Rückenwirbel und 22 Schwanzwirbel auf. Die Rippen weisen Hakenfortsätze auf, ein weiteres für Vögel charakteristisches Merkmal. Der Schwanz war kurz und machte lediglich ein Viertel der Körperlänge aus. Die Arme waren schlank und die Hand zeigte 3 Mittelhandknochen, wobei der erste Mittelhandknochen nur 40 % so lang war wie der zweite. Der dritte Finger war reduziert und zeigte lediglich zwei Fingerglieder, wobei die Klaue (Ungual) fehlte. Die Hüftgelenkpfanne (Acetabulum) war groß und machte fast ein Viertel der Länge des Darmbeins (Ilium) aus – bei Vögeln nimmt das Acetabulum nur 11 % der Länge des Darmbeins ein. Die Hinterbeine waren dünn und mehr als doppelt so lang wie die Arme, wobei die Mittelfußknochen verlängert waren.
Die Schwanz- und Flügelfedern sind als Fossilabdrücke überliefert. Die Flügelfedern waren zwischen 15 und 20 Zentimeter lang und bildeten entlang des zweiten Fingers einen flügelähnlichen Fächer. Das Holotyp-Exemplar zeigt elf lange Schwanzfedern auf der linken Schwanzseite, die wahrscheinlich mit weiteren elf Federn auf der anderen Schwanzseite gepaart waren. Die Federn bestanden ebenso wie die Kontur- und Schwungfedern moderner Vögel aus einer Spindel, einem Federschaft und einer Federfahne aus miteinander verzahnten Strahlen und Häkchen. Im Unterschied zu den Armschwingen von Archaeopteryx und moderneren flugfähigen Vögeln zeigen die Flügelfedern von Caudipteryx keine Asymmetrie.

## Paläobiologie
Aufgrund des größtenteils zahnlosen Schnabels wird von Caudipteryx und anderen Oviraptorosauriern vermutet, dass es sich um Allesfresser handelte. In zwei Exemplaren (NGMC 97 4 A und NGMC 97 9 A) wurden Gastrolithen gefunden – Steine, welche die Tiere zur Zerkleinerung der Nahrung im Muskelmagen schluckten. Es handelt sich um gerundete, polierte Kiesel in der Magenregion der Exemplare, die einen Durchmesser von bis zu 4,5 mm haben.

## Systematik

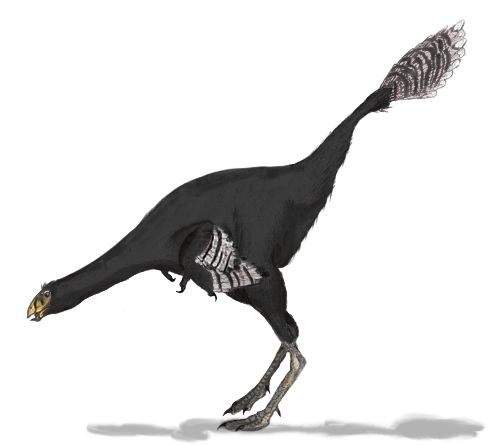
Lebendrekonstruktion von Caudipteryx zoui

Seit der Erstbeschreibung durch Ji et al. im Jahr 1998 wird die systematische Zugehörigkeit von Caudipteryx kontrovers diskutiert. Da die Fossilien eindeutige Abdrücke von Federn zeigen und mehrere kladistische Analysen zu dem Ergebnis kamen, dass es sich um einen Nicht-Vogel-Theropoden aus der Gruppe der Oviraptorosauria handelte, galt er zumindest zum Zeitpunkt der Erstbeschreibung als deutlichster Hinweis auf eine Abstammung der Vögel von den Dinosauriern. So sagt der Paläontologe Lawrence Witmer: „The presence of unambiguous feathers in an unambiguously nonavian theropod has the rhetorical impact of an atomic bomb, rendering any doubt about the theropod relationships of birds ludicrous“ (auf Deutsch etwa: „Das Vorhandensein unzweideutiger Federn in einem unzweideutigen Nichtvogel-Theropoden hat den rhetorischen Impakt einer Atombombe, die jeden Zweifel an der Verwandtschaft der Theropoden mit Vögeln lächerlich erscheinen lässt“).

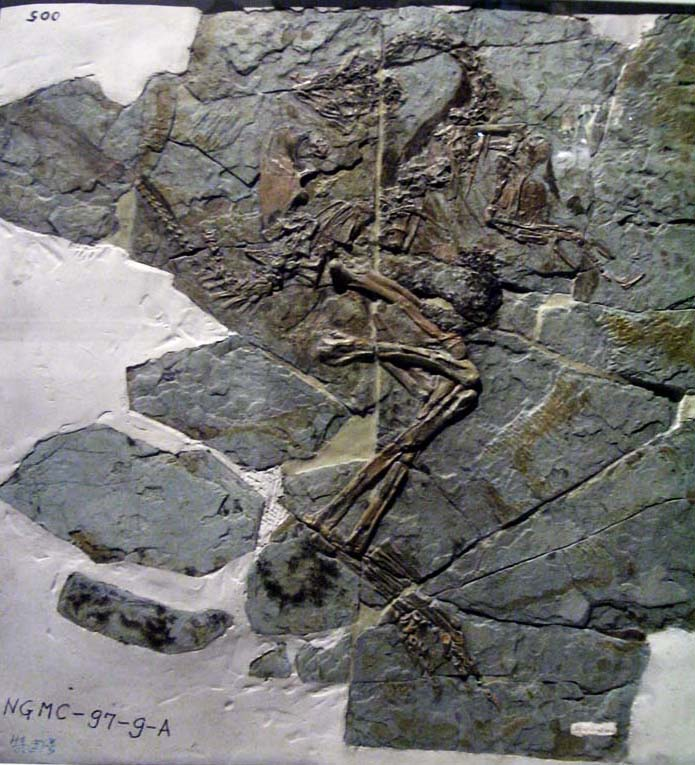
Fossil von Caudipteryx zoui im Hong Kong Science Museum

Andere Paläontologen widersprechen diesem Konsens. So vermuten Jones et al. (2000) anhand von mathematischen Vergleichen der Körperproportionen flugunfähiger Vögel und Theropoden, dass Caudipteryx ein flugunfähiger Vogel und ein Nachkomme flugfähiger Vorfahren war. Dyke und Norell (2005) stellten dieses Ergebnis jedoch in Frage und wiesen auf Fehler in den mathematischen Methoden hin, und kamen mit ihrer eigenen Analyse zu dem Ergebnis, dass Caudipteryx tatsächlich ein Nicht-Vogel-Theropode war. Die Ansicht, dass nicht nur Caudipteryx ein dinosaurierartiger flugunfähiger Vogel war, sondern sogar die gesamte Gruppe der Oviraptorosaurier sowie die Deinonychosaurier die Nachkommen früher (bereits flugfähiger) Urvögel waren und somit selbst zur Gruppe der Vögel gehörten, wird unter anderem von Feduccia et al. (2005) vertreten. Diese Forscher sind der Ansicht, dass die Vögel nicht von Theropoden, sondern von früheren Archosauriern abstammen. Osmólska et al. (2004) kamen ebenfalls zu dem Ergebnis, dass die Oviraptorosauria inklusive Caudipteryx innerhalb der Vögel eingeordnet werden müssen. Im Gegensatz zu Feduccia glauben sie jedoch, dass die Vögel und somit die Oviraptorosauria Nachfahren primitiverer Theropoden waren.
Caudipteryx gilt als ein basaler (urtümlicher) Vertreter der Oviraptorosauria. Mit der Erstbeschreibung der Art Caudipteryx dongi im Jahr 2000 stellten Zhou und Wang eine neue Familie auf, die Caudipteridae, welche lediglich die Gattung Caudipteryx mit den beiden Arten enthalten sollte. Eine Definition dieses neuen Taxons blieb jedoch aus, und da die Familie nur eine Gattung enthält, also monotypisch ist, wird sie von vielen Forschern als redundant betrachtet und nicht akzeptiert. Im Jahr 2008 beschrieben He et al. jedoch die neue Gattung Similicaudipteryx und ordneten sie innerhalb der Caudipteridae ein.